# 2020年東京パラリンピックのトーゴ選手団
2020年東京パラリンピックのトーゴ選手団は、2021年8月24日から9月5日まで日本の東京で開催された2020年東京パラリンピックトーゴ選手団の名簿。

## 選手団
- 人員: 選手 1人
- 開会式旗手: クメアロ・カビッサ

## 種目別選手・スタッフ名簿及び成績

### 陸上
| 選手               | 種目           | 結果     | 順位 |
| ------------------ | -------------- | -------- | ---- |
| クメアロ・カビッサ | 女子砲丸投 F57 | 5.92m PB | 14位 |